# Электрический палач
«Электрический палач» (англ. The Electric Executioner) — рассказ американского писателя Говарда Филлипса Лавкрафта и Адольфа Де Кастро, написанный в 1929 году. Впервые был издан в журнале «Weird Tales» за август 1930 года. Кастро переработал свой собственный рассказ «Автоматический палач», который был впервые опубликован 14 ноября 1891 года.

## Сюжет
Неназванный аудитор в 1889 году направляется в Тласкальскую горнодобывающую компанию, ведущей разработку нескольких шахт в горах Сан-Матео в Мексике. Артур Фелдон, подозреваемый в краже помощник управляющего, похитил ценные бумаги и бежал в горы Сьерра де Малинчи. Рассказчик замечает в поезде единственного пассажира, — высокого человека, не выпускающего кейс из рук. Незнакомец нападает на него и отбирает пистолет. Затем незнакомец достает из кейса изобретенный им шлем для казни. Ранее его изобретение не получило одобрения от научного сообщество и он лишился славы. Теперь Электрический палач поможет ему очистить Землю перед возвращением Кецелькоатля, чье могущество он постиг в племенах на территории Анауак и Теночтитлан, которые служили Древним богам. Рассказчику выпала честь стать первым испытуемым, поскольку незнакомцу нужен именно чистокровный американец, но никак не мексиканец, ибо на них лежит проклятье. Незнакомец говорит, что за ним следят и твердит о божествах как мистагог или иерофант:
Иа! Уицилопотчли! Науатлакатль! Семь, семь, семь… Сочимилька, Чалка, Тепанека, Аколуа, Тлауика, Тласкальтека, Ацтека! Иа! Иа! Я был в семи пещерах Чикомостока, о чём никто никогда не узнает! Уицилопотчли возвращается… в этом нет сомнений. Призрак Нецауальпилли сказал мне это на священной горе. Они наблюдали, и наблюдали, и наблюдали… Вот, юноша, как воздаяние! Вино космоса — нектар звездных просторов — Линос — Иакх — Ялменос — Загрей — Дионис — Атис — Гилас — произошел от Аполлона и убит гончими Аргоса — семя Псамафе — дитя солнца — Эвоэ! Эвоэ!
Рассказчик тянет время и медленно пишет предсмертную записку, пока поезд приближается к станции. Обманом рассказчику удается уговорить незнакомца сперва надеть шлем на себя, чтобы он его безошибочно зарисовал в записке, которую потом обязательно напечатают в прессе. Рассказчик выкрикивает имена божеств из мифологии индейцев: Тлокенауаке, Ипалнемоан, Уицилопотчли. Незнакомец подозрительно на него смотрит и продолжает:
Миклантеуктли, Великий Лорд, дай знамение! Знак из твоей чёрной пещеры! Я! Тонатиух-Мецтли! Ктулхутль! Командуй, а я служу!
Рассказчик уже слышал о Ктулху и выкрикивает: «Иа- Р’льех! Ктулхутль фхтагн! Нигуратль-Йиг! Йог-Сототл». Незнакомец падает на колени при этих словах и нечаянно сам включает прибор. Раздалась яркая вспышка и рассказчик падает в обморок. Он приходит в себя уже на станции Мехико-сити. Полиция заявила, что в поезде никого не было и рассказчик купил единственный билет на рейс. Тем временем, в горах на большом расстоянии отсюда обнаруживают труп Артура Фелдона, в пещере с индейскими идолами. Артур был известен тем, что изобрел какой-то шлем для казни и все время твердил о каких-то божествах, что следят за ним. У Артура неизвестным образом оказался при себе пистолет рассказчика. Видимо, он магическим образом смог сотворить астральную проекцию, способную передать видимый образ человека во времени и пространстве.

## Вдохновение
Лавкрафт обращается к мифологии индейцев и упоминает элементы «Мифов Ктулху», упоминая Ктулхутля (англ.Cthulhutl) и Йог-Сототля (англ.Yog-Sototl). В этом рассказе приводится наибольшее число индейских божеств из всех произведений Лавкрафта.
Незнакомец упоминает кресло Готорна.